# Desmédiphame
Le desmédiphame est un herbicide de la famille des phényl-carbamates.

## Mode d'action
Inhibiteur de la photosynthèse par blocage de la protéine d1 du photosystème II.